# Ragnies
Pour l’article ayant un titre homophone, voir Ragny.
Ragnies (en wallon Ragniye) est une section de la ville belge de Thuin, située en Région wallonne dans la province de Hainaut.
C'était une commune à part entière avant la fusion des communes de 1977.
Ragnies fait partie de l'association qui regroupe les plus beaux villages de Wallonie.

## Étymologie

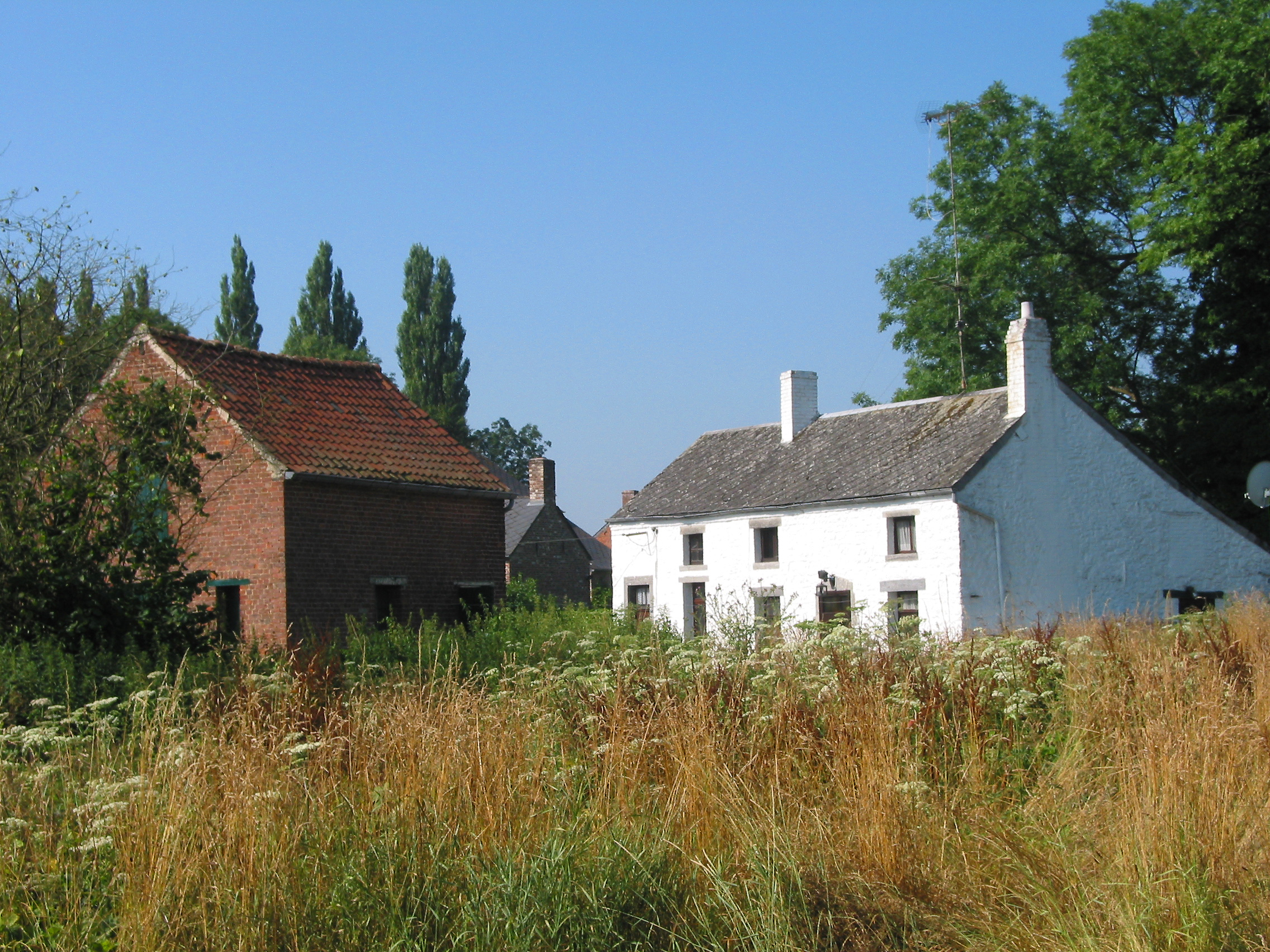
Un coin du village.

Le nom est attesté sous les formes Ragnée, Raignée, Ragnier, Raignes, Rangnies, Range, Rohegnies, Raingnies, Raingnies, Rainie, Rane, Raigny, etc.
Dans un dernier ouvrage[réf. nécessaire], Chotin, dont la version reste plus que douteuse, explique qu’il est composé de deux éléments, dont l’un est sous-entendu (villa). Radionacis est un nom propre au génitif ; il signifie donc « le Domaine de Radionax ». Dans le pouillé, rédigé en 1551 pour le Diocèse de Liège, dont Ragnies faisait partie (terre mangée), il est dit : Raignéez, sire Rangnes.
Dans l’un des plus anciens, le Polypticum de Jean I, Évêque de Cambrai, et qui date de 868, Ragnies est désigné par le mot Radionacis. Le nom le plus ancien, le nom primitif de Ragnies, paraît être plutôt Radionacis. C'est l’origine de ce dernier qu’il s’agit de rechercher. Comme ce village faisait partie de l’ancien pays de Liège, on ne trouve absolument rien dans les anciens historiens du Hainaut. En ce qui concerne un livre historique qui en ferait mention, il n’en existe pas à la bibliothèque royale, ni ailleurs, sans doute. On ne peut que hasarder une hypothèse : Villa Radionacis, « Domaine de Radionax ».
Cependant, cette forme semble peu fiable et suggère une cacographie pour *Radoniacas ou *Rædiniacas. En effet, il s'agit vraisemblablement d'un nom de lieu en *-IACAS ou de sa forme allongée -*INIACAS. Ces suffixes ont donné les terminaisons en -ies et -gnies de Belgique et du nord de la France. Il s'agit d'une forme au datif pluriel du suffixe -*ACU ou allongé -*INIACU indiquant la propriété gallo-romaine et mérovingienne, issu du celtique -*āko. Le premier élément est possiblement le nom de personne germanique Rado ou Rædo / Radinus que l'on retrouve par exemple dans Radonvilliers (Villare Radonis 1080), Raville (Moselle, Radonis villa XIe siècle) et Radinghem (Pas-de-Calais, Nord Radinghehan 1204), ce genre de formation étant le plus souvent composé avec un nom de personne germanique.
Où cette villa, manoir rural du seigneur franc, a-t-elle pu se trouver ? Lorsque l’on arrive de Thuin, on aborde ce village de Ragnies par un quartier qu’on appelle « Le Catia ». La graphie des attestations varie selon les époques : on a écrit Castia, Castiel, Castiau et enfin Catia, forme locale picarde issue du mot bas latin "CASTELLU", comme le français château. On peut donc croire que s’est trouvée là la villa du seigneur franc (Mansum Regale). Placé sur une légère élévation, ce château fort était entouré de hautes murailles et de larges fossés, qu’alimentaient les eaux des marais voisins. Autour de ce château se sont élevées les habitations des serfs, dépendants du seigneur, et ont commencé ainsi à former ce village de Ragnies.

## Évolution démographique
- Sources : INS, Rem. : 1831 jusqu'en 1970 = recensements, 1976 = nombre d'habitants au 31 décembre.

## Histoire

### Antiquité

#### Premiers peuplements
Ragnies (ou Radon[réf. nécessaire]) est un village dont l’origine est très ancienne (IIe siècle av. J.-C.)[réf. souhaitée].
Du temps des Celtes c’était un lieu sacré, où les peuplades se réunissaient certains jours pour offrir à leurs dieux des sacrifices[réf. nécessaire], et particulièrement des sacrifices humains. Diverses peuplades celtiques se partageaient la Belgique et la nation établie sur cette partie du sol belge, au moment de la guerre avec Rome, était celle des Nerviens.
Jules César en fit la conquête à la suite d’un dernier et terrible combat non loin d’ici, sur les lieux de l'actuel village de La Buissière, où les Nerviens furent défaits. Cette lutte s’est étendue sur le territoire de Fontaine-Valmont, Ragnies et Strée, ce que confirment les découvertes d’antiquités romaines faites surtout dans ce dernier village[réf. souhaitée].

#### La voie romaine
Non loin de Ragnies passait la chaussée romaine de Bavay à Trèves. Elle entrait dans le Hainaut entre Bersillies-l'Abbaye et Solre-sur-Sambre et passait par Strée (du vieux terme français (e)strée, issu de via strata qui désigne justement la voie aménagée, par rapport à la via rupta > route). Il ne paraît pas improbable que cette voie romaine traversait la Sambre, qui formait un gué assez facile à franchir, presque en face de l’ancien château Grignart, pour arriver sur cette partie du territoire de Ragnies, appelé aujourd’hui Grégniaut ou Grigniaut, c’est-à-dire Grignart. Cette voie assez large est considérée comme une ancienne voie romaine et conserve toujours en cet endroit le nom de chemin de Grégniaut.
Elle traverse le bois de Villers, puis l’ancien chemin de Thuin à Maubeuge, passe vers le hameau de Biercée, la chapelle des quatre arbres à Ragnies, appelée aussi la chapelle du Maréchal, puis le chemin de la Maronne et celui de l’Enfré va à Thuillies, Ossogne, traverse la chaussée romaine, se dirige vers Rognée, Valcourt, Silenrieux, Philippeville et continue vers Givet.

### Moyen Âge
Au Moyen Âge, les marais formés par les débordements de la Sambre ont servi plusieurs fois à fortifier les repaires des brigands ; à trois kilomètres de Lobbes, on aperçoit encore une montagne très escarpée, endroit où était érigé l’ancien château féodal de Grignart.
Maurosius et ses compagnons y dévalisaient en ces lieux, les marchands et voyageurs qui franchissaient le gué (route détournée des "Romains" qui traversait la Sambre en cet endroit. Ce Maurosius, hardi détrousseur, s’étant converti, fonda les Abbayes de Lobbes (654) et d'Aulne (656)[réf. souhaitée]. L’histoire nous rapporte qu’il allait souvent verser des larmes sur les ruines de Grignart.
Par la suite, ce château Grignart devint encore, à deux reprises, un repaire de brigands farouches.
L’histoire nous raconte les exploits d’Anselme et du Chevalier Isaac du temps d’Abélard, abbé de Lobbes (1045).
On trouvait à Ragnies, non seulement des mutationes, mansiones ou mansus (métairies données par le seigneur du village avec douze bonniers de terre, qui en formaient ordinairement l’étendue), puisqu’on en a découvert des débris, mais également des Villae Romanae, le Mansum Regale (1), le Ham.(2)[réf. souhaitée]

### LeXIXesiècle
En revenant du Fosteau, et suivant la chaussée de Lobbes à Beaumont, en face de la 6e barrière, dite des Minières, non loin du chemin Antique de Thuin à Maubeuge le Gibet sur le territoire de Ragnies à la limite de Biercée.
Ragnies fusionne en 1977 avec sept communes pour créer l'entité de Thuin.

## Liste des bourgmestres de 1830 à 1977
- Léon Hardy, de 1964 à 1977, (PSC).

## Patrimoine et culture

### Patrimoine architectural et archéologique

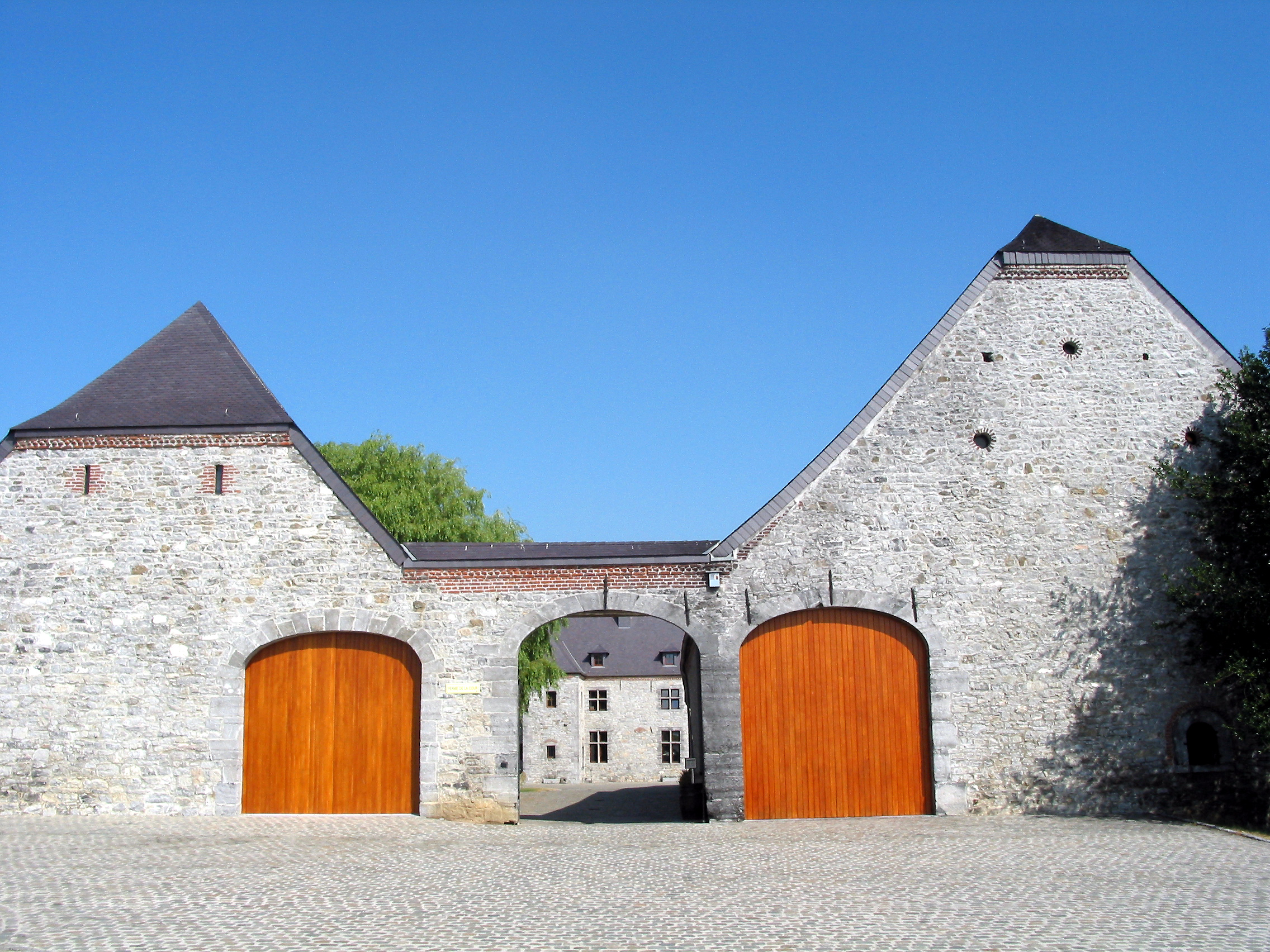
La ferme de la Court, actuellement la Distillerie de Biercée.

- La ferme de la Court, actuellement la Distillerie de Biercée.Église Saint-Martin. Bâtie au XIIe siècle pour la nef, le chœur à la fin du XVIe siècle ou au début du XIIe siècle en gothique hennuyer[9].
- Ferme Espagnole. Appartient comme le village à l'ancienne abbaye de Lobbes[10]. Elle est située rue Lieutenant-Général Conreur.
- Ferme du Chêne. Principalement du XVIIIe siècle[11].
- Ferme de la Folie. Remontant au XVIIIe siècle, transformée au XIXe siècle[12]. Elle est située rue de la Folie.

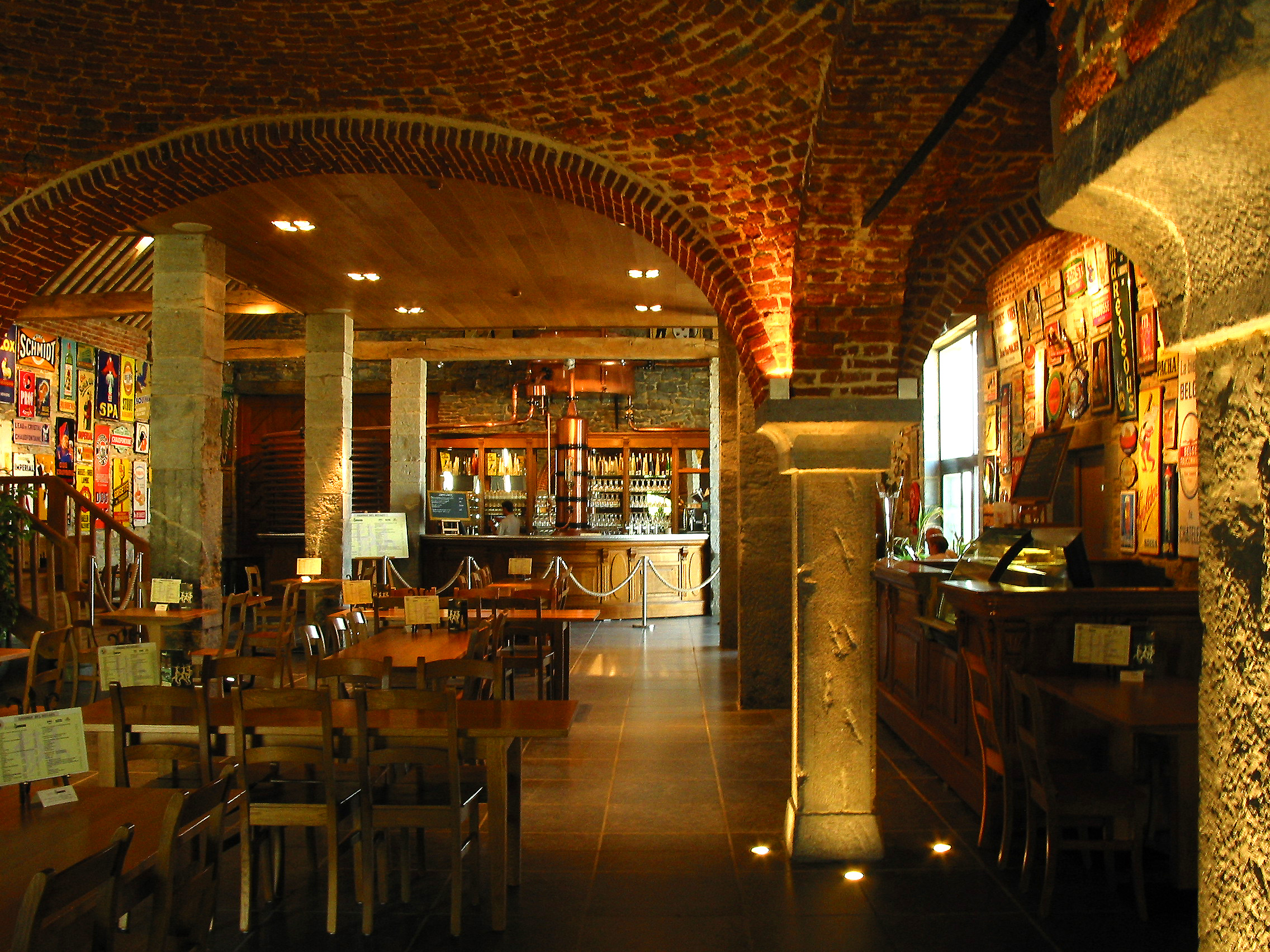
L'intérieur de la distillerie.

- L'intérieur de la distillerie.Presbytère. Construction de style classique bâti probablement en 1770[13]. Il est situé sur la place de Ragnies.
- Ferme de Pommerœul. Surplombant le ruisseau du Pont-à-Roulette, bâtie à la deuxième moitié du XVIIIe siècle, c'est une ancienne dépendance de l'abbaye de Lobbes[14]. Elle est située rue Pommeœul.
- Chapelle du Marchau. Potale de style classique et en calcaire datée de 1824[14]. Située au lieu-dit Quatre Arbres.

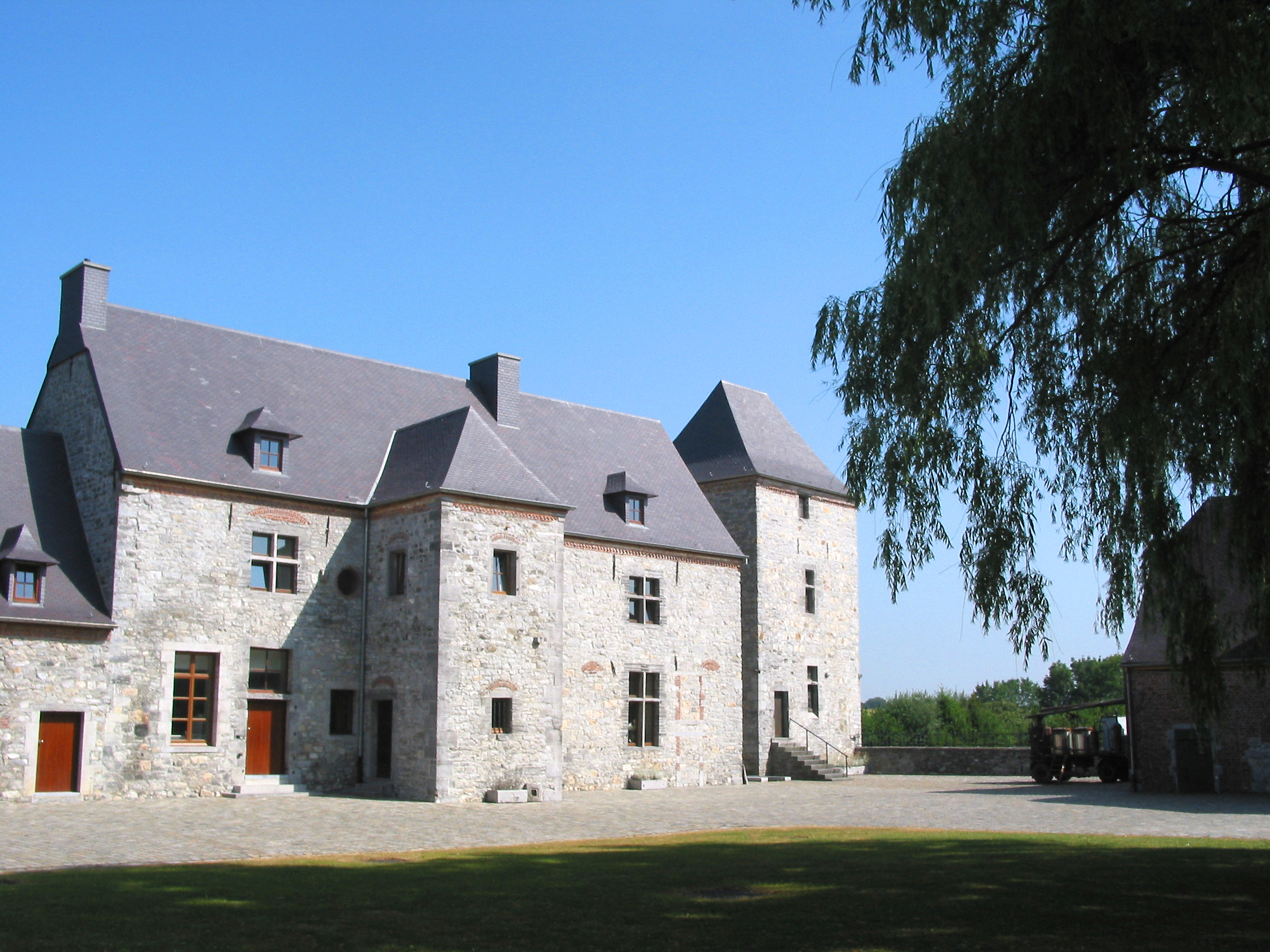
Bâtiment de la ferme de la Court.

- Bâtiment de la ferme de la Court.Ferme de la Court. Ancienne possession de l'abbaye de Lobbes[15]. Aujourd'hui, elle abrite la Distillerie de Biercée. Elle se situe rue de la Roquette.
- Ferme de la Borne. Ensemble clôturé remontant au XVIIIe siècle[16].

#### Sites archéologiques

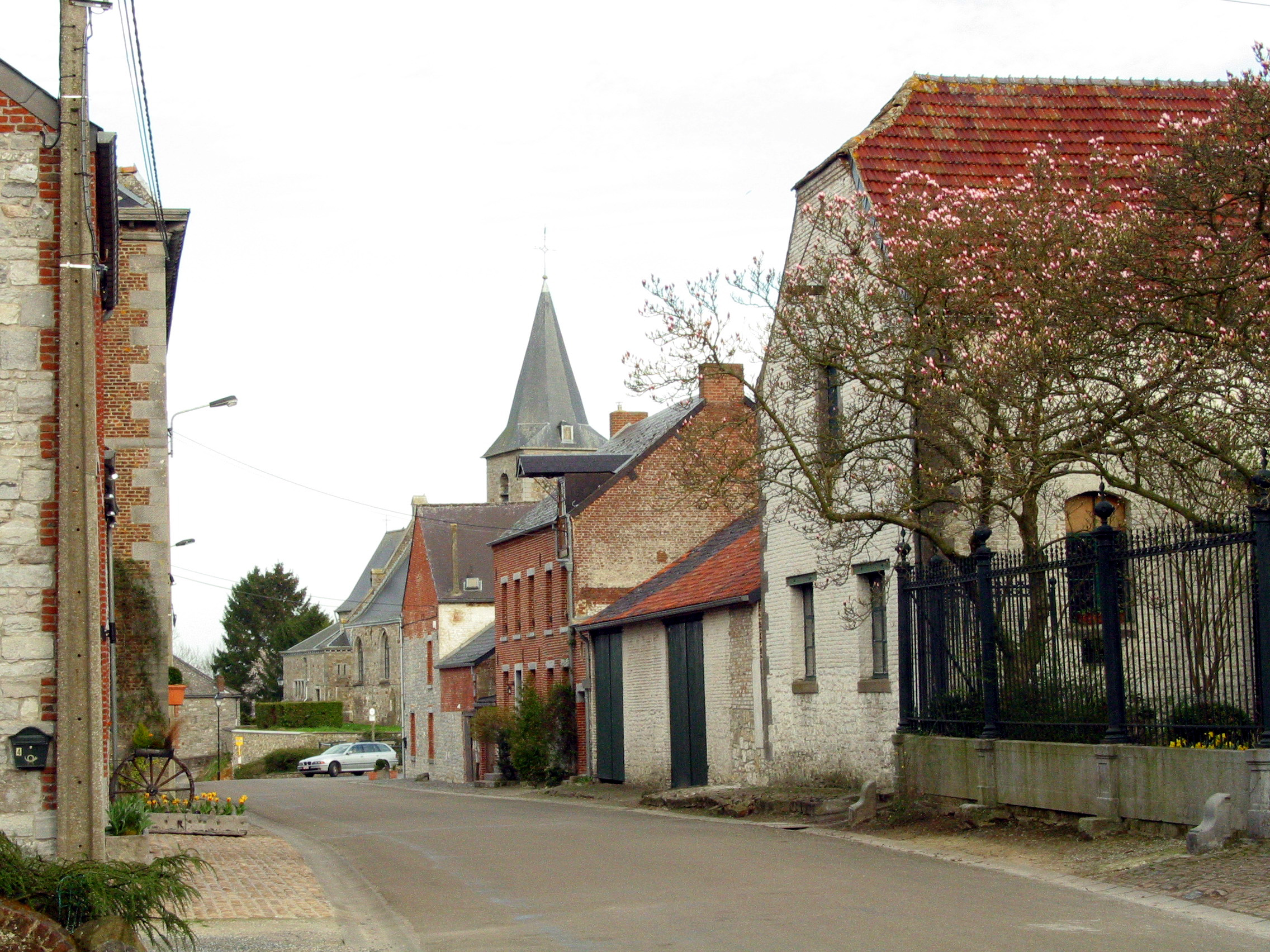
Une rue du village (rue du Lieutenant Général Conreur)..

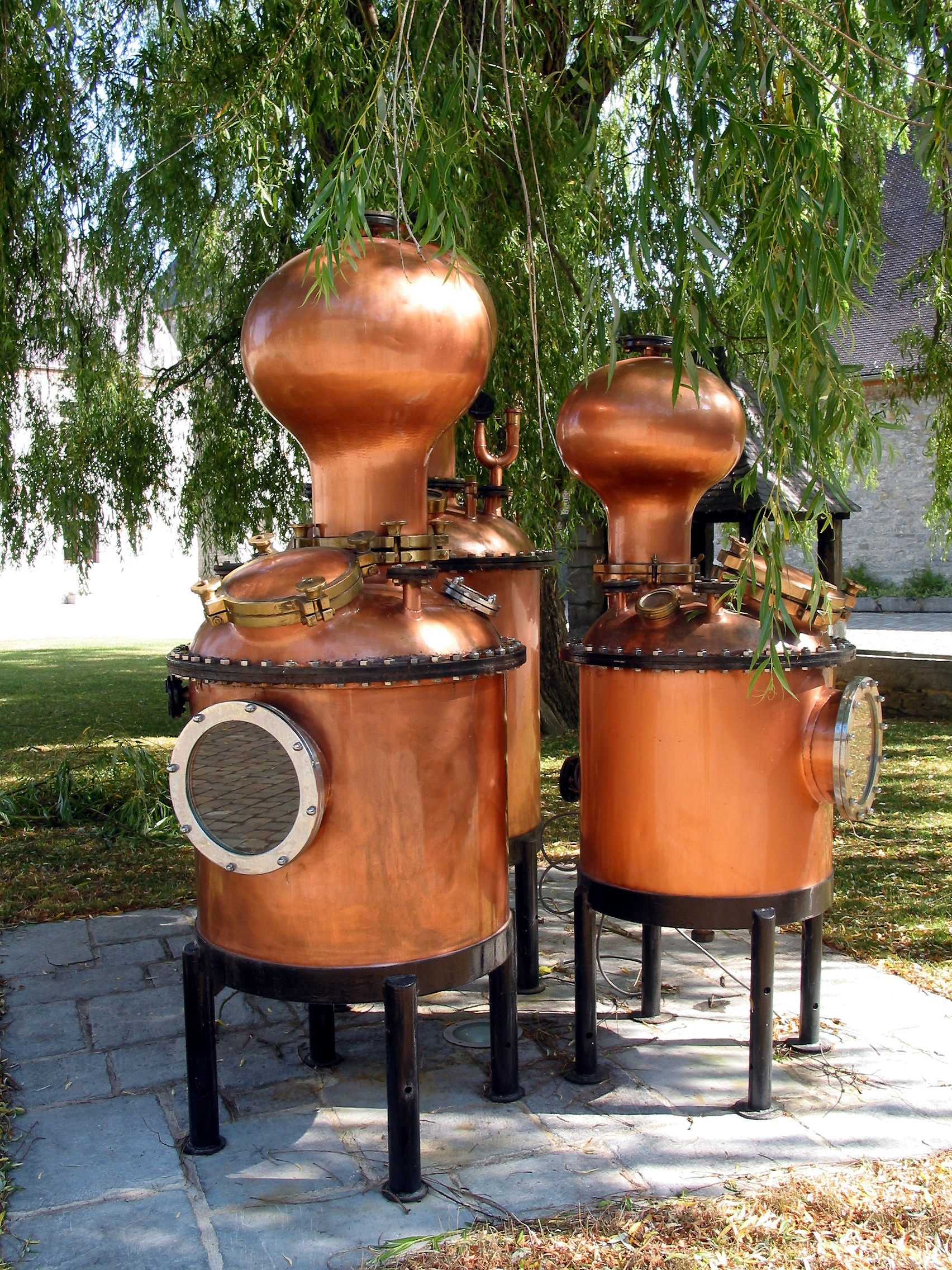
Trois alambics en cuivre faisant partie de la collection des anciens alambics exposés au musée de la distillerie de "Biercée".

La chaussée de Lobbes à Beaumont coupe aujourd’hui ce champ, et, en la construisant, on y a mis au jour un escalier conduisant à une cave portant des niches dans les murailles ; l’éternelle cave à niches de toutes les villas belgo-romaines. D’après les anciens, le nom de Gibet, se justifierait par le fait que l’on y aurait trouvé des fers et des chaînes semblables aux entraves employées dans l’Antiquité pour les criminels (cortenae). Il paraît vraisemblable qu’il s’agisse du lieu véritable d’un gibet féodal établi sur le terrain.
Dans ce cas, les pierres de l’instrument de supplice auraient été utilisées non loin de là, la terre était saturée jusqu’à un mètre de profondeur, de débris belgo-romains, tuiles, poteries, ferrailles, décombres, etc.

## Enseignement
Ecole communale de Ragnies.

## Économie
Le village abrite la distillerie de Biercée productrice entre autres de l'Eau de Villée, dans l'ancienne ferme de la Cour.

## Sport et vie associative

### Sport
Golf : le Ragnies Golf Club possède un parcours de 18 trous.